# الدين في مالي
الدين في مالي، يعتبر الدين الإسلامي هو الأكثر شيوعاً في دولة مالي غرب إفريقيا، يشكل المسلمون الأغلبية من مجموع السكان، ويوجد أقليات عرقية من الديانات المسيحية والتقليدية الأفريقية.

## الإسلام

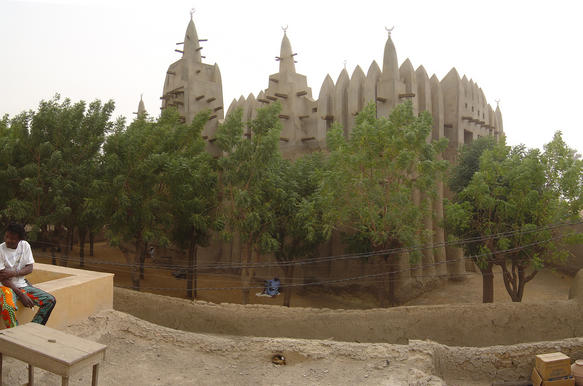
المسجد الكبير في موبتي

ينتمي معظم المسلمين في مالي إلى المذهب السني، وهم يشكلون الأغلبية في الدولة، حيث يقدر عدد المسلمين حوالي 95 في المائة من مجموع السكان.

## المسيحية
دخلت المسيحية إلى مالي من خلال البعثات البرتغالية في القرن الخامس، وفي أواخر القرن التاسع عشر من قبل الفرنسيين، وفق التقديرات في عام 2020 شكل المسيحيون 2.35٪ من سكان البلاد غالبيتهم من الكاثوليك.

## الديانات التقليدية الأخرى
تشكل نسبة الديانات الإفريقية التقليدية والوثنية في مالي من مجموع السكان نسبة 2 في المائة.
ينص الدستور في مالي على حرية الدين، وتحترم الحكومة هذا الحق إلى حد كبير، العلاقات بين المسلمين ومعتنقي الديانات الأقلية الأخرى ودية بشكل عام. 